# Liste des communes de la province de Santa Cruz de Tenerife
Liste des 54 communes de la province de Santa Cruz de Tenerife dans les îles Canaries.

Les îles Canaries.

## Cartes

Communes de la province de Santa Cruz de Tenerife en Espagne.

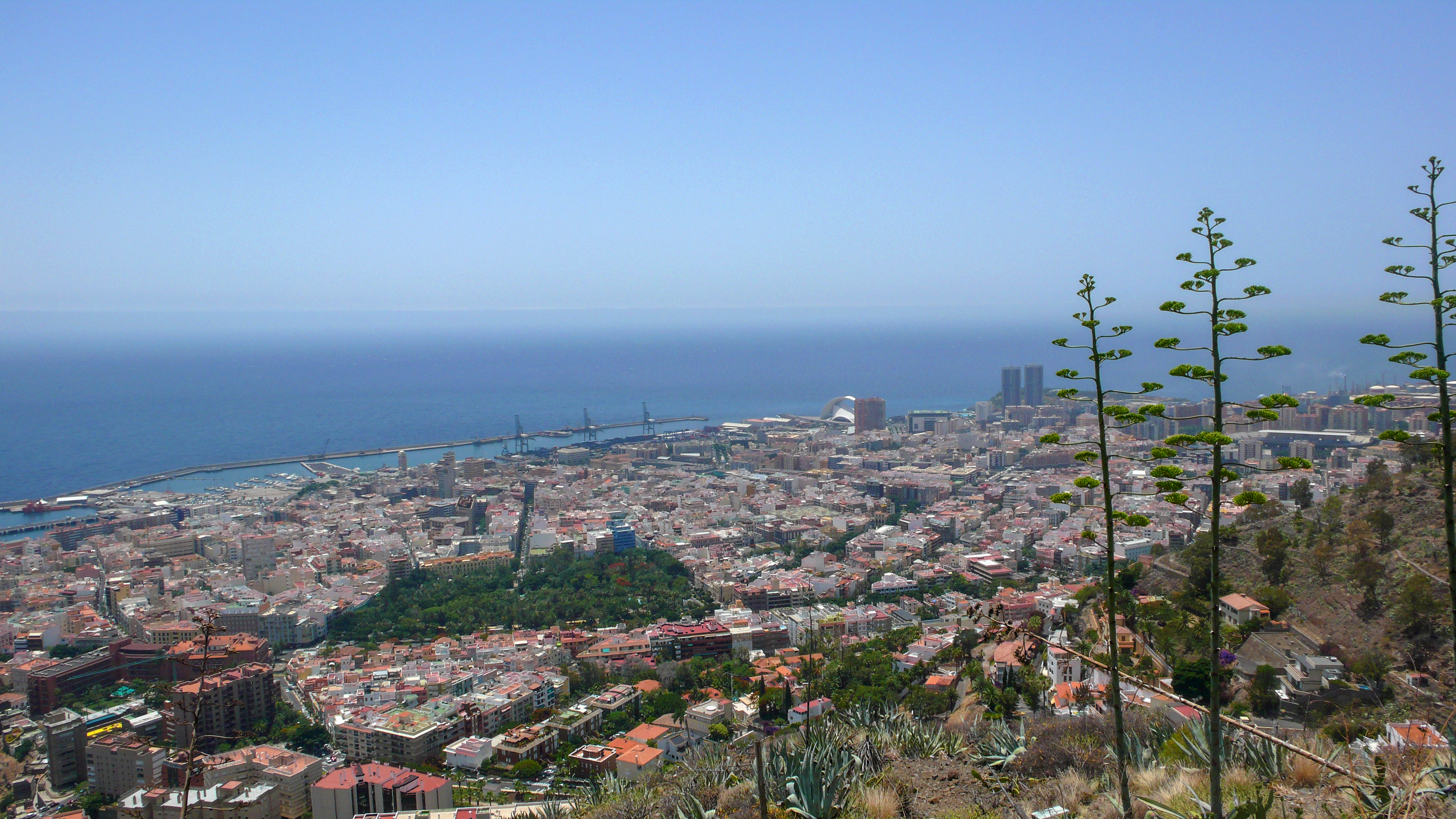
Vue de Santa Cruz de Tenerife, capitale de la province.

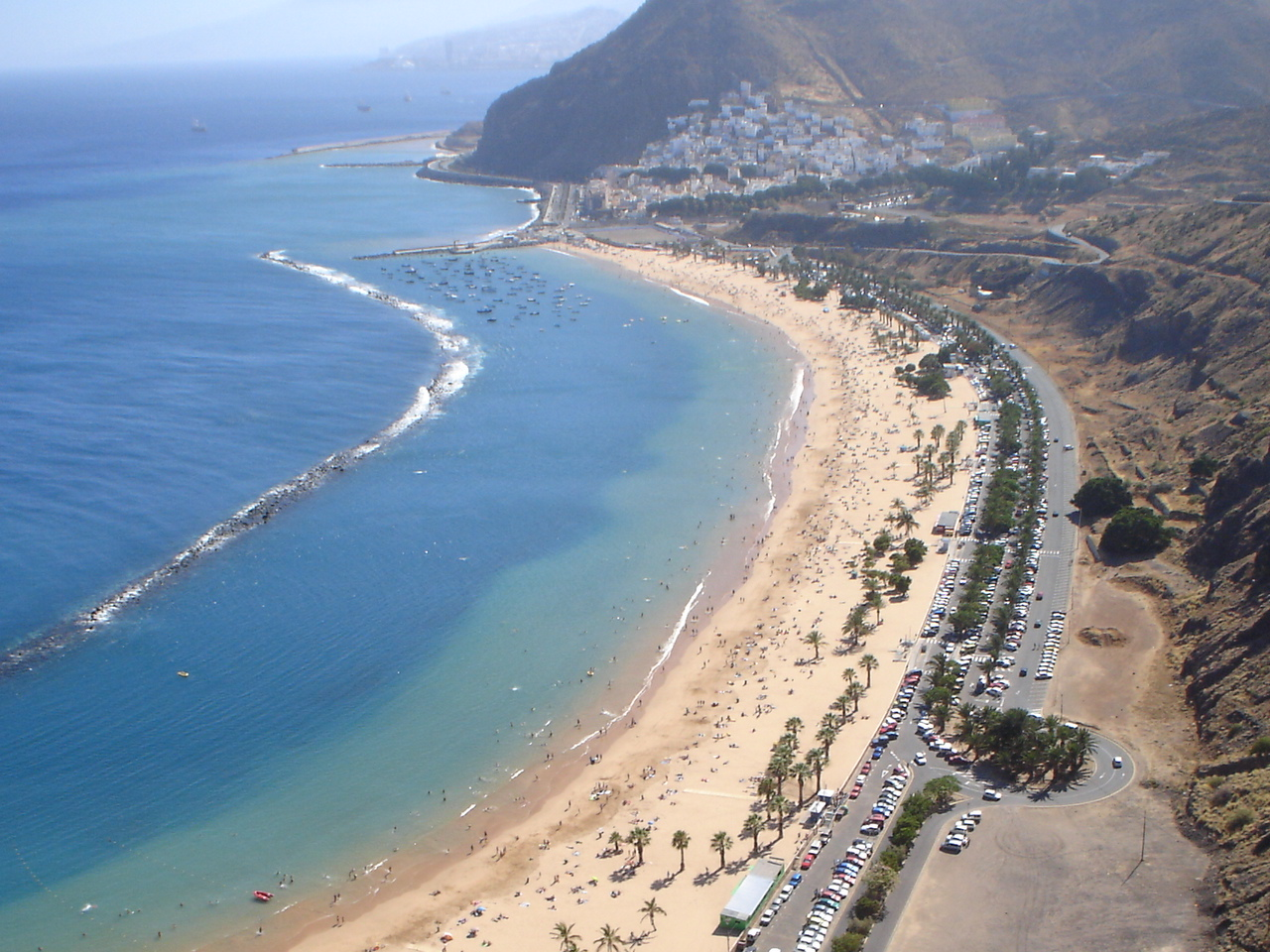
Plage de Las Teresitas, près de Santa Cruz de Tenerife.

| Communes de El Hierro. | Communes de La Gomera. | Communes de La Palma. | Communes de Tenerife. |

## Liste des communes
| Commune                    | Île       | Comarque               | District judiciaire        | Superficie km² | Population 2000 | Population 2010 | Population 2014 |
| -------------------------- | --------- | ---------------------- | -------------------------- | -------------- | --------------- | --------------- | --------------- |
| Adeje                      | Tenerife  | TF-Suroeste            | Arona                      | 105,95         | 14 007          | 43 801          | 46 667          |
| Agulo                      | La Gomera | LG-Norte               | San Sebastián de La Gomera | 25,39          | 1 143           | 1 180           | 1 086           |
| Alajeró                    | La Gomera | LG-Sur                 | San Sebastián de La Gomera | 49,42          | 1 343           | 2 048           | 1 954           |
| Arafo                      | Tenerife  | TF-Valle de Güímar     | Güímar                     | 34,27          | 4 802           | 5 543           | 5 464           |
| Arico                      | Tenerife  | TF-Abona               | Granadilla de Abona        | 178,76         | 5 644           | 7 891           | 7 670           |
| Arona                      | Tenerife  | TF-Suroeste            | Arona                      | 81,79          | 38 416          | 79 377          | 79 890          |
| Barlovento                 | La Palma  | LP-Noreste             | Santa Cruz de La Palma     | 43,55          | 2 398           | 2 296           | 2 005           |
| Breña Alta                 | La Palma  | LP-Capitalina          | Santa Cruz de La Palma     | 30,82          | 5 898           | 7 347           | 7 293           |
| Breña Baja                 | La Palma  | LP-Capitalina          | Santa Cruz de La Palma     | 14,19          | 4 051           | 5 259           | 5 366           |
| Buenavista del Norte       | Tenerife  | TF-Daute               | Icod de los Vinos          | 67,42          | 5 140           | 5 151           | 4 884           |
| Candelaria                 | Tenerife  | TF-Valle de Güímar     | Güímar                     | 49,52          | 13 294          | 25 140          | 26 543          |
| Fasnia                     | Tenerife  | TF- Abona              | Güímar                     | 45,10          | 2 554           | 2 777           | 2 846           |
| La Frontera                | El Hierro | EH-El Hierro           | Valverde                   | 80,12          | 4 892           | 4 124           | 3 901           |
| Fuencaliente de la Palma   | La Palma  | LP-Valle de Aridane    | Los Llanos de Aridane      | 56,41          | 1 800           | 1 898           | 1 745           |
| Garachico                  | Tenerife  | TF-Daute               | Icod de los Vinos          | 29,28          | 5 492           | 5 413           | 5 169           |
| Garafía                    | La Palma  | LP-Noroeste            | Los Llanos de Aridane      | 102,99         | 2 007           | 1 714           | 1 618           |
| Granadilla de Abona        | Tenerife  | TF-Abona               | Granadilla de Abona        | 162,43         | 20 323          | 40 862          | 43 455          |
| La Guancha                 | Tenerife  | TF-Icod                | Icod de los Vinos          | 23,77          | 5 269           | 5 475           | 5 482           |
| Guía de Isora              | Tenerife  | TF-Suroeste            | Arona                      | 143,42         | 14 674          | 20 535          | 20 061          |
| Güímar                     | Tenerife  | TF-Valle de Güímar     | Güímar                     | 102,92         | 14 646          | 17 852          | 18 751          |
| Hermigua                   | La Gomera | LG-Norte               | San Sebastián de La Gomera | 39,67          | 2 131           | 2 183           | 1 919           |
| Icod de los Vinos          | Tenerife  | TF-Icod                | Icod de los Vinos          | 95,90          | 19 977          | 24 231          | 22 913          |
| Los Llanos de Aridane      | La Palma  | LP-Valle de Aridane    | Los Llanos de Aridane      | 35,79          | 18 190          | 20 948          | 20 416          |
| La Matanza de Acentejo     | Tenerife  | TF-Acentejo            | La Orotava                 | 14,11          | 7 000           | 8 471           | 8 745           |
| La Orotava                 | Tenerife  | TF-Valle de La Orotava | La Orotava                 | 207,31         | 38 348          | 41 427          | 41 179          |
| El Paso                    | La Palma  | LP-Valle de Aridane    | Los Llanos de Aridane      | 135,92         | 7 289           | 7 837           | 7 617           |
| El Pinar de El Hierro      | El Hierro | EH-El Hierro           | Valverde                   | 84,95          | /               | 1 801           | 1 801           |
| Puerto de la Cruz          | Tenerife  | TF-Valle de La Orotava | Puerto de la Cruz          | 8,73           | 24 988          | 32 571          | 29 435          |
| Puntagorda                 | La Palma  | LP-Noroeste            | Los Llanos de Aridane      | 31,09          | 1 785           | 2 177           | 2 031           |
| Puntallana                 | La Palma  | LP-Noreste             | Santa Cruz de La Palma     | 35,09          | 2 204           | 2 425           | 2 348           |
| Los Realejos               | Tenerife  | TF-Valle de La Orotava | La Orotava                 | 57,08          | 34 147          | 37 658          | 36 860          |
| El Rosario                 | Tenerife  | TF-Área Metropolitana  | Santa Cruz de Tenerife     | 39,42          | 12 696          | 17 417          | 17 329          |
| San Andrés y Sauces        | La Palma  | LP-Noreste             | Santa Cruz de La Palma     | 42,75          | 5 229           | 4 874           | 4 378           |
| San Cristóbal de La Laguna | Tenerife  | TF-Área Metropolitana  | San Cristóbal de La Laguna | 102,05         | 126 543         | 152 222         | 153 009         |
| San Juan de la Rambla      | Tenerife  | TF-Icod                | La Orotava                 | 20,66          | 4 345           | 5 076           | 5 053           |
| San Miguel de Abona        | Tenerife  | TF-Abona               | Granadilla de Abona        | 42,04          | 7 315           | 16 707          | 16 221          |
| San Sebastián de la Gomera | La Gomera | LG-Sur                 | San Sebastián de La Gomera | 113,59         | 7 001           | 9 092           | 8 668           |
| Santa Cruz de La Palma     | La Palma  | LP-Capitalina          | Santa Cruz de La Palma     | 43,37          | 18 204          | 17 128          | 16 184          |
| Santa Cruz de Tenerife     | Tenerife  | TF-Área Metropolitana  | Santa Cruz de Tenerife     | 150,56         | 215 132         | 222 643         | 205 279         |
| Santa Úrsula               | Tenerife  | TF-Acentejo            | La Orotava                 | 22,59          | 10 529          | 14 143          | 14 296          |
| Santiago del Teide         | Tenerife  | TF-Suroeste            | Arona                      | 52,21          | 8 863           | 12 099          | 10 468          |
| El Sauzal                  | Tenerife  | TF-Acentejo            | San Cristóbal de La Laguna | 18,31          | 7 443           | 8 930           | 8 998           |
| Los Silos                  | Tenerife  | TF-Daute               | Icod de los Vinos          | 24,23          | 5 066           | 5 246           | 4 727           |
| Tacoronte                  | Tenerife  | TF-Acentejo            | San Cristóbal de La Laguna | 30,09          | 20 800          | 23 615          | 23 929          |
| El Tanque                  | Tenerife  | TF-Daute               | Icod de los Vinos          | 23,64          | 3 000           | 2 965           | 2 775           |
| Tazacorte                  | La Palma  | LP-Valle de Aridane    | Los Llanos de Aridane      | 11,36          | 6 147           | 5 697           | 4 844           |
| Tegueste                   | Tenerife  | TF-Área Metropolitana  | San Cristóbal de La Laguna | 26,41          | 9 226           | 10 731          | 11 097          |
| Tijarafe                   | La Palma  | LP-Noroeste            | Los Llanos de Aridane      | 53,76          | 2 672           | 2 769           | 2 684           |
| Valle Gran Rey             | La Gomera | LG-Sur                 | San Sebastián de La Gomera | 32,36          | 4 002           | 5 150           | 4 181           |
| Vallehermoso               | La Gomera | LG-Norte               | San Sebastián de La Gomera | 109,31         | 2 680           | 3 123           | 2 913           |
| Valverde                   | El Hierro | EH-El Hierro           | Valverde                   | 103,64         | 3 641           | 5 035           | 4 973           |
| La Victoria de Acentejo    | Tenerife  | TF-Acentejo            | La Orotava                 | 18,35          | 8 052           | 9 042           | 9 026           |
| Vilaflor de Chasna         | Tenerife  | TF-Abona               | Granadilla de Abona        | 56,26          | 1 634           | 1 843           | 1 715           |
| Villa de Mazo              | La Palma  | LP-Capitalina          | Santa Cruz de La Palma     | 71,17          | 4 609           | 4 955           | 4 907           |
| Total                      | Total     | Total                  | Total                      | 3 381,17       | 818 681         | 1 027 914       | 1 004 788       |

## Communes par îles
| Île       | Superficie   | Nombre de communes | Superficie moyenne |
| --------- | ------------ | ------------------ | ------------------ |
| El Hierro | 268,71 km2   | 3                  | 89,57 km2          |
| La Gomera | 369,76 km2   | 6                  | 61,63 km2          |
| La Palma  | 708,32 km2   | 14                 | 50,59 km2          |
| Tenerife  | 2 034,38 km2 | 31                 | 65,63 km2          |
| Total     | 3 381,17 km2 | 54                 | 62,61 km2          |

## Galerie

Les six plus grandes villes de la province de Santa Cruz de Tenerife (par ordre décroissant de population)
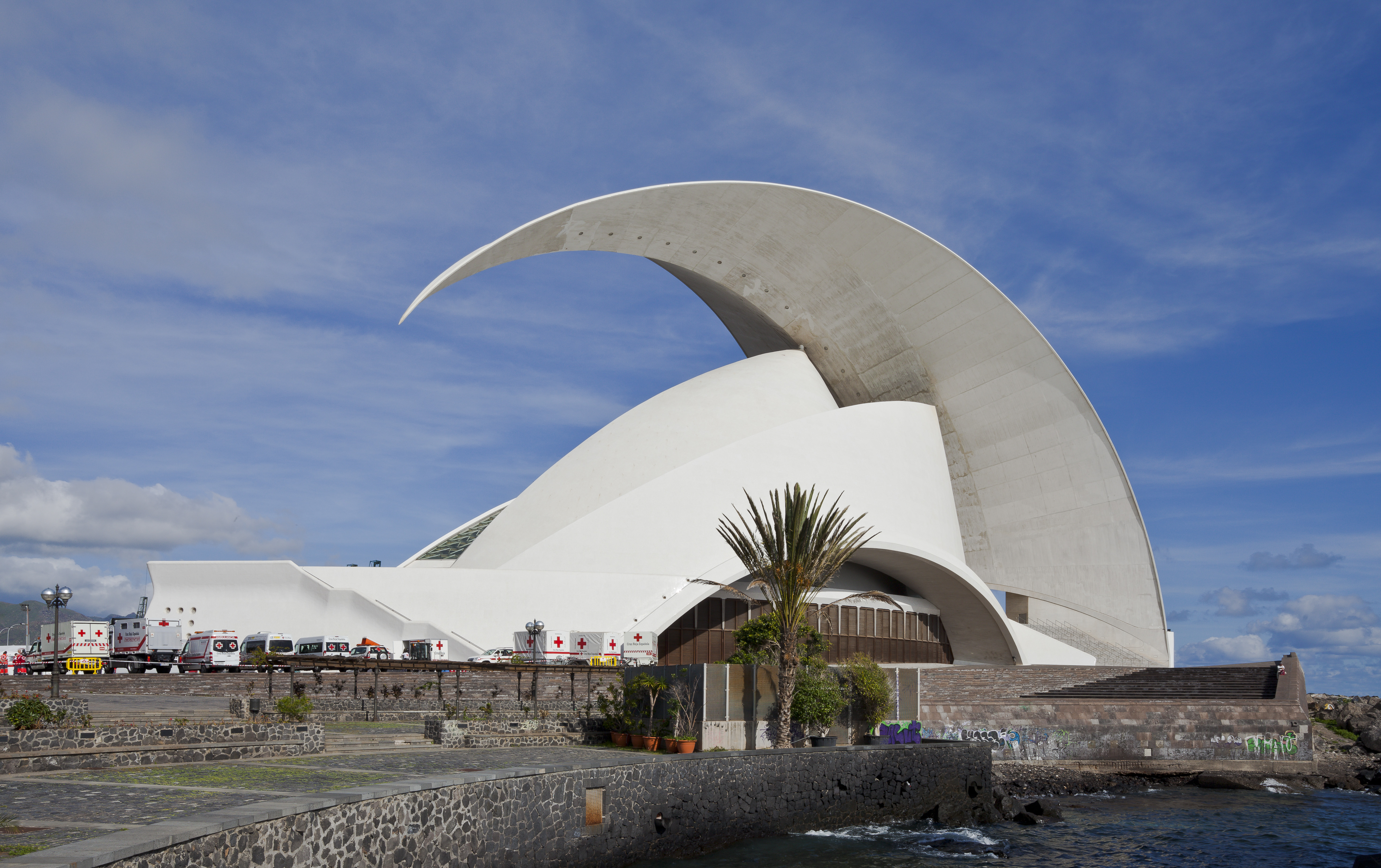
Santa Cruz de Tenerife (Tenerife)
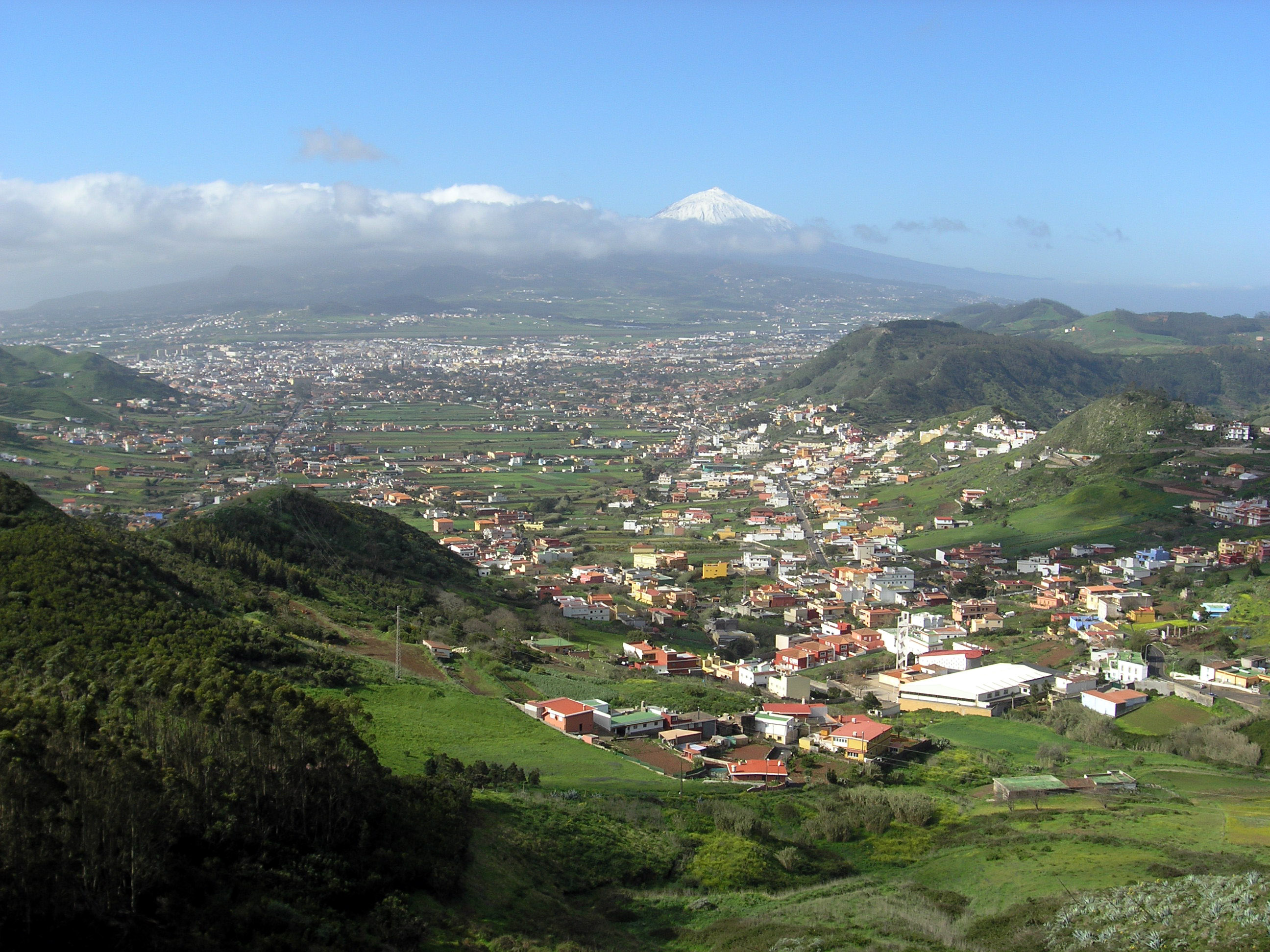
San Cristóbal de La Laguna (Tenerife)
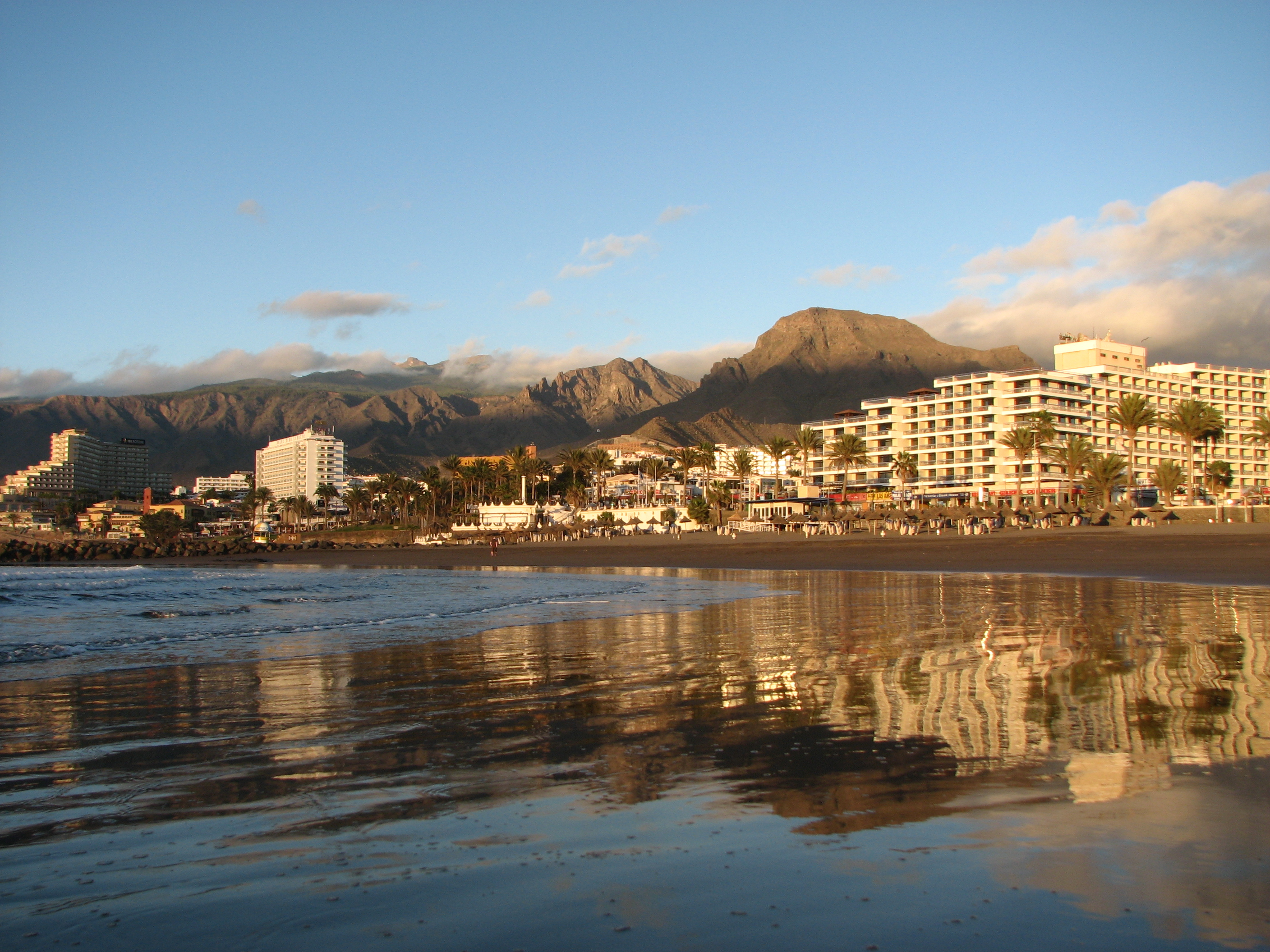
Arona (Tenerife)
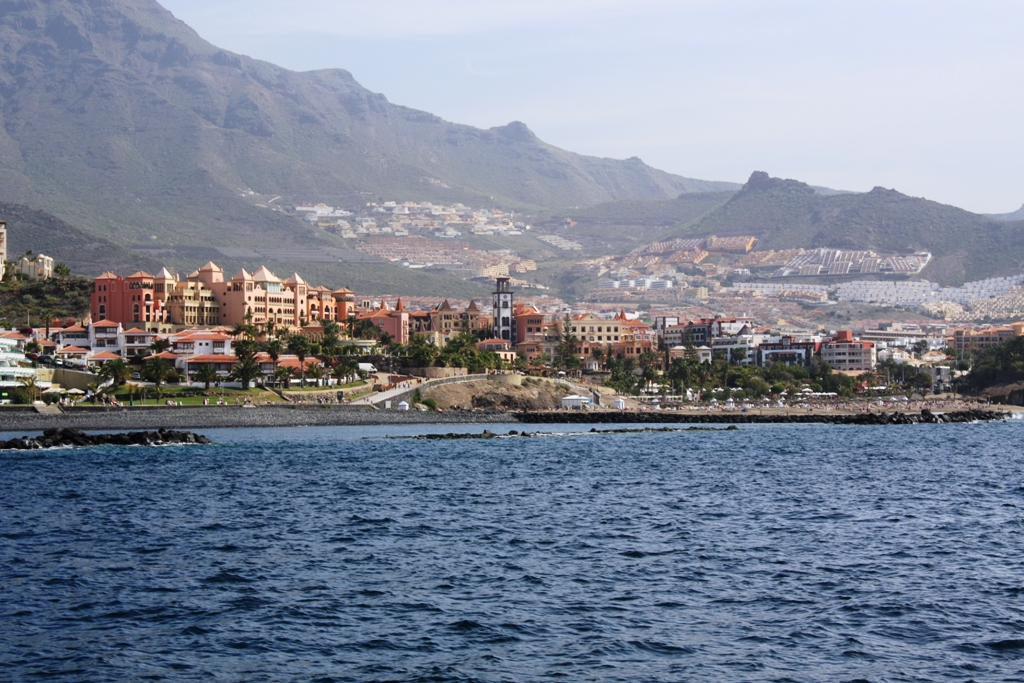
Adeje (Tenerife)
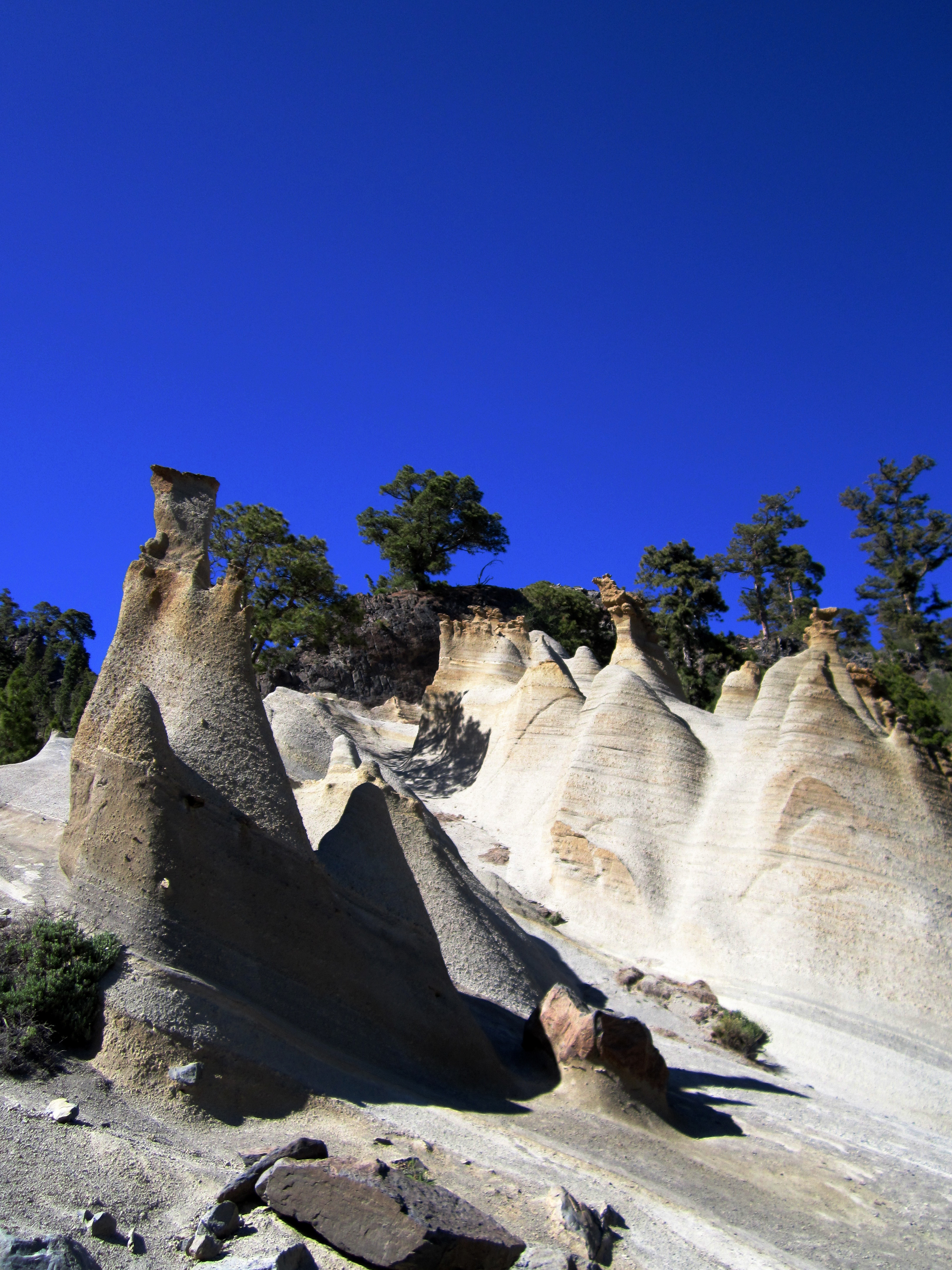
Granadilla de Abona (Tenerife)
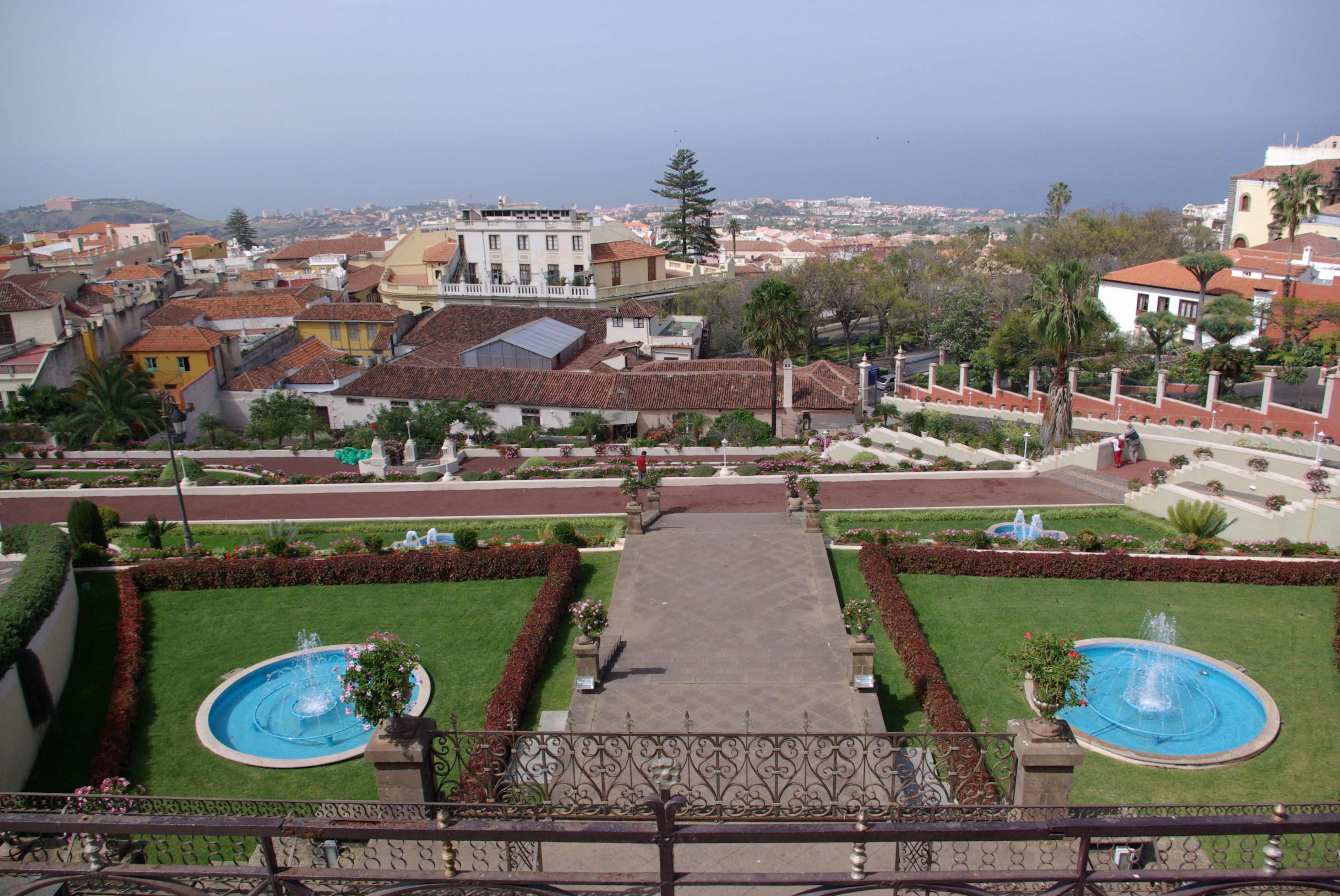
La Orotava (Tenerife)

### Sources et bibliographie
- (es) Instituto Nacional de Estadistica
  - (es) Instituto Nacional de Estadistica, « Superficie, population (données non corrigées), densité : province de Las Palmas », sur www.ine.es (consulté le 28 mai 2015) 
  - (es) Instituto Nacional de Estadistica, « Données officielles de population résultant de la révision du recensement communal : province de Las Palmas : de 1996 à 2013 », sur www.ine.es (consulté le 28 mai 2015)
- (es) Varaciones de los municipios de España desde 1842, Ministerio de administraciones públicas, octobre 2008, 364 p. (lire en ligne) [PDF]

 : document utilisé comme source pour la rédaction de cet article.